# گاوسو ترائوره
گاوسو ترائوره (انگلیسی: Gaoussou Traoré؛ زادهٔ ۴ دسامبر ۱۹۹۹) بازیکن فوتبال اهل فرانسه است.
از باشگاه‌هایی که در آن بازی کرده‌است می‌توان به باشگاه ورزشی آمیان اشاره کرد.